# Buenos Aires de Palmares
Buenos Aires es un distrito del cantón de Palmares, en la provincia de Alajuela, de Costa Rica.

## Geografía
Buenos Aires cuenta con un área de 6,84 km² y una altitud media de 1012 m s. n. m.

## Demografía
Para el año 2022, Buenos Aires cuenta con una población estimada de 8034 habitantes, y para el último censo efectuado, en 2011, Buenos Aires contaba con una población de 7493 habitantes.

## Localidades
- Barrios: Bajo Cabra, Barreal, Tres Marías, Valle, Victoria.
- Poblados: Calle Ramírez.

## Transporte

### Carreteras
Al distrito lo atraviesan las siguientes rutas nacionales de carretera:
- Ruta nacional 1
- Ruta nacional 135
- Ruta nacional 148
- Ruta nacional 169